# Анна Стен
Анна Стен (англ. Anna Sten, до шлюбу Анна Петрівна Фесак [Фесакова], 3 грудня 1908, Київ — 12 листопада 1993, Нью-Йорк) — українська, американська кіноакторка, популярна в 1920-1930-ті роки в СРСР, Європі та США.

## Біографія
Анна Петрівна Фесакова народилася 1908 року в Києві (також зустрічаються дані — 1910 та 1906 рік: власноруч записана дата у вступній анкеті до технікуму). Сучасні дослідники вказують, що її батько — Петро Федорович Фісаков, власник і керівник приватної Школи танців у Києві на вул. Костянтинівській, 27.
До своєї офіційної біографії Фесакова внесла неправдиві дані. Вона вказала, що її батьком є Петро Фесак — козацького роду, працював театральним художником-постановником, мати — шведка з походження, була балериною. Сама ж Стен, ще не будучи широко відомою за кордоном, у своєму щоденнику зазначала, що її батько працював прикажчиком у взуттєвій крамничці. 
Батька Анни вбили в 1922-му. Обставини його загибелі невідомі. 16-річна дівчина змушена була заробляти – влаштувалася до нещодавно заснованої газети “Пролетарська правда”. Водночас грала в київському Малому театрі на Хрещатику. У січні 1923-го театр закрили. Анна почала відвідувати студію, якою керував колишній мхатівець Іван Чужий.
У 1924-му вступила до Театрального технікуму. На факультеті кіно її викладачами були режисер Аксель Лундін, сценарист Микола Лядов, композитор Михайло Вериківський, письменники Олександр Дейч, Микола Терещенко та інші.
Анна студіювала історію моди, українознавство, історію розвитку кінематографії, грим, техніку руху, ритм руху, технічні прийоми гри для екрана, техніку виробництва кінозйомок, композицію кінематографічного кадру, майстерність кінонатурника, сценарій, кіномонтаж тощо.
У середині 1920-х років одружилася з відомим київським конферансьє та актором естради Борисом Стеном (Бернштейном), чиє сценічне прізвище взяла собі за псевдонім. 1926-го дебютувала в кіно вже під цим псевдонімом. Її першою стрічкою став «Зрадник» Абрама Роома, де знялася в невеличкій ролі повії. Свою першу головну роль виконала наступного року у фільмі Бориса Барнета «Дівчина з коробкою», який мав успіх у Європі та США.
У номенклатурі більшості іноземних джерел як дошлюбні прізвища Анни Стен наводяться Стенська та Судакевич, або їх комбінація (як от поширений варіант Анель (Анюшка) Стенська-Судакевич, Annel (Anjuschka) Stenskaja Sudakewitsch), через що Анну Стен часто помилково ототожнюють з російською акторкою Анель Судакевич, що знімалася в радянському кіно в той же період часу й почасти у тих же режисерів, що й Стен. Тому в більшості існуючих фільмографій обох акторок наявна плутанина.
Освіту здобула в Київському державному театральному технікумі, паралельно працювала репортеркою і грала в київському Малому театрі, відвідувала заняття театру-студії під керівництвом актора-МХАТівця Чужого (І. Л. Кожича), де працювали за системою Станіславського.
У 1924 році вступила до кіновідділення того ж таки Театрального технікуму, після чого 1926 року успішно склала іспити до Першого робітничого театру Пролеткульту в Москві.

## Кар'єра в СРСР
Анна Стен свою першу головну роль у кіно виконала в стрічці Бориса Барнета «Дівчина з коробкою» (1927), яка демонструвалася не лише в СРСР, але й у Європі та США. Другою її роботою стала головна роль у соціальній драмі Федора Оцепа «Земля в полоні» (1927), сповненій оригінальних операторських рішень. Після зйомок цього фільму Анна Стен та Оцеп побралися. В обох фільмах Анна Стен грала разом з популярним радянським кіноактором Коваль-Самборським, з яким і надалі знімалася уже в німецьких картинах. Наступною стрічкою з Анною Стен стала знята на Ялтинській кіностудії ВУФКУ пригодницька картина «Провокатор» (1927) за сценарієм Олеся Досвітнього.
Дуже швидко Стен зажила слави в СРСР — її портрети з'являються на обкладинках радянських кіножурналів, у яких акторку називали ідеальним втіленням нової радянської жінки.

## Кар'єра в Європі
За лінією професійного обміну кінокомпанії Межрабпомфильм Стен 1930 року вирушає до Берліна, де на неї вже чекає чоловік Федір Оцеп, і розпочинає зйомки в кінострічках виробництва провідної німецької кінокомпанії UFA. Співпраця Стен з «буржуазними кінокомпаніями» різко критикується радянською та німецькою лівою пресою, швидко набираючи масштабів зумисної кампанії з дискредитації акторки. Апогеєм її стає «викривальницьке» оприлюднення щоденника Стен кінокритиком Хрисанфом Херсонським, якому вона довірила свої записи перед виїздом за кордон. Він, зокрема, так побивав Стен у статті до журналу «Пролетарський театр»:
«Вона продає свою любов до кіна. Як, по суті, продала своє радянське громадянство, коли поміняла його на успіх винахідливої „ідейної“ куртизанки, котра ґримом з яких хочете рум'ян „запалюється“ кожного вечора, як вам буде завгодно…».
Зважаючи на розпочате в СРСР цькування, Анна Стен вирішує не повертатися на Батьківщину й залишається в Німеччині.
Відтоді в СРСР її ім'я замовчували.
Уже з 1931 року Анна Стен знімається в німецькому кіно.
Другий звуковий фільм за її участю «Вбивця Дмитрій Карамазов» (1931) Федора Оцепа за мотивами твору Достоєвського «Брати Карамазови» мав приголомшливий успіх в Європі та Америці. У ньому Анна Стен продемонструвала непересічний драматичний талант, яскраво втіливши на екрані образ ексцентричної та чуйної Грушеньки. Стрічка вийшла в двох варіантах — за участю німецьких та французьких акторів відповідно для Німеччини та Франції. В обох версіях головну роль виконувала Стен.
Згодом Стен знялася ще в кількох європейських (франко-німецьких) стрічках: Salto Mortale («Сальто-Мортале»), Bomben auf Monte Carlo («Бомби над Монте-Карло») (обидві — 1931 року) та Stürme der Leidenschaft («Вир пристрасті)» (1932, разом з видатним німецьким актором Емілем Яннінгсом), які принесли їй визнання міжнародної акторської еліти.

## Кар'єра в Голлівуді
1932 року Стен отримала запрошення до Голлівуду від захопленого її грою у «Вбивця Дмитрій Карамазов» продюсера Семюеля Ґолдвіна, співвласника кіностудії Метро Голдвін Маєр. Стен переїхала до США.
Не володіючи англійською, вона змушена посилено її вивчати, наполегливо позбуваючись акценту. Вкладаючи в фільми за участю Анни Стен великі гроші, Ґолдвін мав намір зробити з неї «другу Грету Гарбо», про що прямо заявляв у пресі, тому персонально брав участь у зйомках, примушуючи режисерів по кілька разів перезнімати епізоди. Представлення щойно прибулої з Європи акторки з великою помпою відбулося 1933 року за участю тієї ж Грети Гарбо.
Форсована й зухвала рекламна кампанія дала, проте, зворотні результати. Жоден із трьох випущених на МГМ / MGM фільмів («Нана» [Nana], «Ми знов живі» [We Live Again] та «Шлюбна ніч» [The Wedding Night]), хоч як активно рекламованих, не мав ні великого успіху в публіки, ні касових зборів, що змусило Ґолдвіна розірвати контракт із Стен.
Пізніше Семюель Ґолдвін згадував в інтерв'ю: «Я начебто знову бачу цей блискучий карамазовський фільм і як вона з'явилася на екрані. Кажу тобі, все в моєму серці промовляло, що вона буде найкращою в історії кіна. І багато хто так думав, запевняю тебе… Це щось особливе, це зірка! В неї є все, що потрібно: краса, стиль, сексапільність, клас. Її інтеліґентність поєднується з інтуїцією художника, що добре знає життя. В неї величезний досвід і вона може грати, як бестія».
Після невдалого експеримента Ґолдвіна «пересадити» вишукану європейську драматичну акторку на американський ґрунт за Стен у Голлівуді закріпилось прізвисько «Ґолдвінова примха (дурничка)» («Goldwyn's folly»). Американська публіка не прийняла нав'язаного Ґолдвіном Стен образу «звабливої селянки» й так і не пробачила акторці відчутного східноєвропейського акценту.
Попри це стрічка Кінга Відора «Шлюбна ніч», у якій Стен грала разом з Гарі Купером, отримала приз за режисуру на Венеційському кінофестивалі й вважається піком зіркової кар'єри Стен.
1937 року Анна Стен оформила американське громадянство. Цього ж року вона взяла участь у найпопулярнішому тогочасному радіошоу Lux Radio Theater, яке для багатьох американських акторів було перепусткою в справжні зірки Голлівуду. Радіовистава за п'єсою Джорджа Бара МакКатчеона Graustark мала велику популярність, але принципово не змінила статус Стен як згасаючої зірки.
1938 року Анна Стен дебютувала на Бродвеї в п'єсі Бертольда Брехта «Тригрошова опера».
Анна Стен й надалі знімалася в головних ролях у голлівудських і британських фільмах (зокрема, в Оцепа) до середини 1940-х, після чого з'являлася в кіно дуже рідко й зазвичай у другорядних ролях.
З 1950-х років Анна Стен викладала в Акторській студії.

## Фільмографія
- Черниця та сержант / The Nun and the Sergeant (1962)
- Блудні дочки / Runaway Daughters (1956)
- Солдат удачі / Soldier of Fortune (1955)
- Поживімо трішки / Let's Live a Little (1948)
- Три російські дівчини / Three Russian Girls (1943)
- Вони прийшли, аби зруйнувати Америку / They Came to Blow Up America (1943)
- Четники / Chetniks (1943)
- Так минає наша ніч / So Ends Our Night (1941)
- Чоловік, з яким я взяла шлюб / The Man I Married (1940)
- Експрес вигнання / Exile Express (1939)
- Самітня жінка / A Woman Alone (1936)
- Шлюбна ніч / The Wedding Night (1935)
- Ми знов живі / We Live Again (1934)
- Нана / Nana (1934)
- Буря пристрасті / Stürme der Leidenschaft (1932)
- Сальто-мортале / Salto Mortale (1931)
- Бомби над Монте-Карло / Bomben auf Monte Carlo (1931)
- Вбивця Дмитрій Карамазов / Der Mörder Dimitri Karamasoff (1931)
- Брати Карамазови / Les frères Karamazoff (1931)
- Бухгалтер Кремке / Lohnbuchhalter Kremke (1930)
- Золотий дзьоб / Золотой клюв (1929), не зберігся
- Два-Бульді-два (1929)
- Торговці славою / Торговцы славой (1929)
- Білий орел / Белый Орел. Генерал (1928)
- Мій син / Мой сын (1928), віднайдено в 2008 році
- Земля в полоні / Земля в плену (1927)
- Провокатор (1927)
- Дівчина з коробкою/ Девушка с коробкой (1927)
- Зрадник / Предатель (1926), зберігся частково

## Цікаві факти

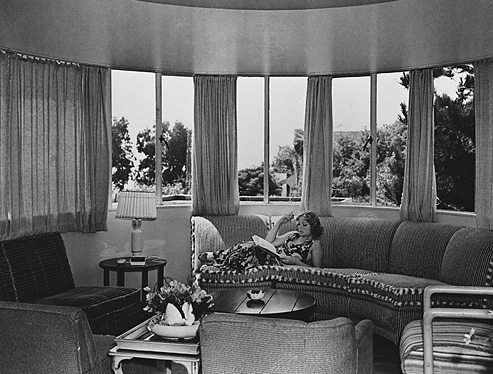
Анна Стен у своєму будинку, 1930-ті роки

- 1962 року акторка припинила діяльність у кінематографі і серйозно зайнялася живописом. Її картини виставлялися в Бостонському музеї, а Смітсонівський інститут улаштував європейське турне творів Анни Стен.
- 1942 року в інтерв'ю українському часопису Ukrainian life Анна Стен повідомила про те, що є українкою. Про справжнє її походження знав також і Ґолдвін: «Всі вважали Анну німкенею, — розповідав він, — багато хто і зараз так думає. Може, тому, що всі свої гіти вона зробила в німецькому кіно. Але ж ні. Вона була українкою. Це правда. Вона народилася в Києві…»
- 1935 року Анна Стен мала кілька коротких інтерв'ю з місіс Джон Орлик у Голлівуді в яких підтвердила що є українкою. Про цю зустріч Український тижневик дав публікацію на четвертій сторінці різдвяного випуску «UKRAINIAN WEEKLY» № 52, від, 24 грудня 1937 р. Пані Орлик звертається до Анни Стен українською: " — Я хотіла би знати, ви українка чи росіянка? — "Безсумнівно, що я українка, " відповіла акторка, коли сідала до свого автомобіля. — «Ви розумієте українську?,» продовжила пані Орлик. — «Я розумію, але буду відповідати англійською. Чому ви запитаєте мене про все це?» промовила Анна Стен. — «Тому що я українка, і я хотіла би з'ясувати це питання, яка ваша справжня національна належність» — «Що ж, я українка, я народилася в Україні, але розповім вам про це згодом». Через чотири тижні ці дві жінки знову зустрілися. — «Я народилася в Україні, коли мені виповнилося 12 років, я вирушила до Москви, тоді я не розуміла російської, говорила українською…»
- Коли 1935 року відомого французького шансоньє Моріса Шевальє попросили назвати 10 найгарніших жінок, він назвав Анну Стен, Марлен Дітріх, Грету Гарбо, Аннабеллу, Лоретту Янг, Мерл Оберон, Клару Боу, Кей Френсіс тощо.
- В Голлівуді середини 1930-х Анна Стен уславилась своїм хистом підбирати гардероб. Кінопродюсер Деріл Занук казав, що вона одягається краще за всіх, кого він коли-небудь бачив. А Дороті Арзнер, яка зафільмувала Стен в драмі «Нана», поставила її в один ряд з Гарбо, Міріам Хопкінс, Кетрін Хепберн та Рут Чаттертон у своєму списку найстильніших акторок.
- Будинок Анни Стен і її третього чоловіка та продюсера Євгена Френке в Голлівуді (Sten-Frenke House), побудований 1934 року зіркою американського архітектурного модернізму Річардом Ньютрою (Richard Neutra) вважається визначним артефактом американського авангарду. 2002 року в ньому було проведено капітальний ремонт. А 2005 року серію фотографій відновленого будинку виконав легендарний американський архітектурний фотограф 95-річний Юліус Шульман.
- Стрічка «Мій син» була втрачена в роки Другої світової війни. У 2008 році в Аргентині було знайдено п'ять котушок 16 міліметрової плівки з фільмом, без оригінальних титрів, який було атрибутировано як El Hijo del otro («Син іншого»). Копії фільму зберігалися в архіві Музею кіно у Буенос-Айресі.
- 2010 року в Одесі пройшов перший фестиваль німого кіно та сучасної музики «Німі ночі», один із сетів якого був присвячений Анні Стен. На фестивалі були продемонстровані стрічки «Земля в полоні» та «Вбивця Дмитрій Карамазов».

## Цитати
- Коли я закінчую працю над якимсь образом, і раптом уявляю собі, що це закінчено, мені завжди робиться важко і сумно, наче у мене відривають шматок серця, наче помер хтось, у кому текла моя кров. Триває це до нової роботи. І ще: коли я відчуваю, що нова роль нічого не може дати мені нового й цікавого, я від неї відмовляюсь…

Російська акторка Галина Кравченко згадувала:
- "Я була свого часу дуже дружною з Анею Стен. Якось заходжу до неї додому. Вона жила в комуналці на Арбаті, у двох кімнатах. […] Заходжу, значить, зустрічаю її на кухні. Вона пере. Стоїть над ночвами — вся з себе розпатлана, мокра, волосся — бурульками, напівгола, у якихось стоптаних чоловічих черевиках. Тут же щось вариться, булькає. Якісь ганчірки звисають. Я кажу: «Аня, як ти виглядаєш? Боже! Подивися на себе! Ти ж — кінозірка!» […] А вона мені у відповідь: «Але ж я радянська кінозірка!» […].